# SC Tasmania 1900 Berlin
SC Tasmania 1900 Berlin, "Tasmania", var en tysk fotbollsklubb i Berlin. Föreningen grundades 1900 och upplöstes 1974.
SC Tasmania 1900 Berlin ligger sist i Bundesligas maratontabell.

## Kända spelare
- Horst Szymaniak